# Polythore williamsoni
Polythore williamsoni är en trollsländeart som först beskrevs av W. Foerster 1903.  Polythore williamsoni ingår i släktet Polythore och familjen Polythoridae. Inga underarter finns listade i Catalogue of Life.